# Apomorfia
Una apomorfia (del grec απο, 'de', en el sentit de modificació, diferenciació, separació i μορφος, 'forma') és un caràcter derivat és a dir un caràcter nou, resultat de la modificació d'un caràcter ancestral en el curs de l'evolució.
Si aquest caràcter és exclusiu d'una línia filètica, vé definit per autapomorfia.
| El caràcter « membres parells » en dos estats :   | El caràcter « membres parells » en dos estats : |
| ------------------------------------------------- | ----------------------------------------------- |
| Estat ancestral                                   | Estat derivat                                   |
| 2 parells d'aletes nedadores dels peixos (9 i 10) | 2 parells de potes en el llargandaix            |
| Lampanyctodes hectoris                            | Varanus varius                                  |

Un caràcter primitiu (homologia ancestral o plesiomorfia) en una espècie dins un d'un tàxon és un caràcter fenotípic que no ha sorgit de modificació al curs de l'evolució biològica. Aquest caràcter homòleg ha estat conservat des del primer ancestre però no necessàriament en totes les espècies de la seva descendència. En els humans tenir cinc dits a la mà sovint es considera un caràcter ancestral directament vingut dels nostres ancestres tetràpodes primitius.
- La simplesimorfia és quan és comuna a més d'un tàxon, és a dir, que com a mínim una altra espècie ha heretat aquest caràcter.

Inversament, un caràcter derivat (o homologia derivada) o apomoria és un caràcter nou comú a tot un grup d'espècies.

## Exemple en les plantes angiospermes

Cladograma que mostra la terminologia utilitzada per descriure diferents patrons d'estats de caràcters ancestrals i derivats

Entre les angiospermes, els grans de pol·len estan caracteritzats ancestralment per la presència d'una sola obertura (pol·len monocolpat), que és un caràcter plesiomòrfic compartir per les angiospermes basals i les monocotiledònies.
En canvi l'aparició de tres obertures en el pol·len, pol·len tricolpat, és un caràcter derivat (apomòrfic) que determina el clade de les eudicotiledònies.